# Santa Cruz Acalpixca
Santa Cruz Acalpixca es uno de los 14 pueblos originarios de la alcaldía de Xochimilco en la Ciudad de México que se encuentra colindando al este con el pueblo de San Gregorio Atlapulco, al oeste con el pueblo de Santa María Nativitas de Zacapan, al sur con los pueblos de San Bartolomé Xicomulco y Santa Cecilia Tepetlapa y al norte con el barrio de Caltongo. 

## Historia
El pueblo se fundó por una de las 7 tribus nahuas que partieron del mítico Aztlan, los xochimilcas, que se establecieron en las faldas del cerro Cuahilama "Cabeza de anciana" en el año 1195 d.c y donde datan los vestigios de la civilización más antigua del valle de Xochimilco (los primeros xochimilcas) que cultivaban flores principalmente y que crearon la técnica de las chinampas, misma que después se difundió y que hasta la fecha forma parte de la cultura patrimonial de la delegación Xochimilco.  
Posteriormente la cabecera del pueblo xochimilca se trasladó a la isla de "Tlilan"  en lo que hoy es el centro de Xochimilco en el año 1352 d.c, aun así, siempre se mantuvo una población en lo que hoy se le conoce como Acalpixca, que en ese entonces se llamaba Atenco "A la orilla del agua" y no es hasta el año 1460 d.c que el pueblo adquiere su nombre definitivo, Acalpixca, que proviene del náhuatl acal, ‘canoa’, pix, ‘vigilante’, y can, locativo; por lo que significa ‘el lugar donde están los que vigilan las canoas’ o ‘el lugar donde están los cuidadores de canoas’, lo anterior debido a que el pueblo xochimilca ya había sido conquistado por los mexicas y los habitantes del pueblo se dedicaban a vigilar la mercancía que llegaba en canoa hacia Tenochtitlan por parte de los pueblos tributarios de los mexicas. 
La iglesia de Santa Cruz Acalpixca originalmente estuvo bajo jurisdicción de la parroquia de San Bernardino de Siena, y fue hasta 1946 que se proyectó erigirla como vicaría fija y fue hasta 1953 por gestiones de la Orden de los Siervos de María que se convertiría en parroquia.
No se sabe mucho del desarrollo del pueblo hasta el siglo XX, pero se sabe que la actividad económica del pueblo después de la conquista fue la agricultura y el labraje de piedra, posteriormente, en el siglo XlX fue la agricultura y la elaboración de escobas y finalmente en el siglo XX y hasta la fecha, específicamente desde el año 1927, la actividad económica del pueblo es la elaboración de dulce cristalizado.
En cuestión territorial, históricamente el pueblo se ha dividido en 3 zonas. La zona chinampera, la zona habitada o céntrica y la zona cerril. 
Desgraciadamente la zona chinampera a raíz del crecimiento desmedido del pueblo a partir de la década de los 80 se perdió y actualmente lo que históricamente fueron chinampas ahora es zona habitada. En la zona cerril ha pasado algo similar, y actualmente gran parte de la zona cerril también ya está habitada. De la parte habitada del pueblo, se sabe que históricamente ha estado conformada por la parte céntrica del pueblo y los barrios de Tetitla, Tepanco y Tepetitla, al menos desde hace 300 años y así se mantuvo hasta la década de 1930 cuando se fundaron 2 barrios más, el barrio de "La planta", que su nombre nahuatl es Huaxcaltitla y el barrio de Nahualapa o Ahualapa y así se mantuvo el pueblo hasta la década de los 80's cuando se da el boom demográfico y se empiezan a poblar zonas del pueblo que nunca antes se habían poblado. Actualmente el pueblo cuenta con más de 20 barrios.

## Barrios
- Centro (La parte céntrica del pueblo está poblada al menos desde tiempos de la conquista, muy probablemente desde tiempos prehispánicos)
- Tetitla (La fundación tiene al menos 300 años, muy probablemente desde tiempos prehispánicos)
- Tepanco (La fundación tiene al menos 300 años, muy probablemente desde tiempos prehispánicos)
- Tepetitla (La fundación tiene al menos 300 años, muy probablemente desde tiempos prehispánicos)
- Ojo de agua (Es un barrio que forma parte del centro del pueblo, fundado al menos desde la coquista)
- Espiñaco (Barrio que forma parte del centro del pueblo, muy probablemente fundado al menos desde la conquista)
- Nahualapa o Ahualapa (Barrio fundado en la década de 1930)
- La planta (Barrio fundado en la década de 1930)
- Las flores (Barrio fundado en la década del 1970)
- Apatlaco (Barrio fundado en la década de 1970)
- Xicalhuacan (Barrio fundado en la década de 1980)
- La gallera (Barrio fundado en la década de 1980)
- Calpulco (Barrio fundado en la década de 1980)
- El puente (Barrio fundado en la década de 1980)
- La tabla (Barrio fundado en la década del 1980)
- Las cruces (Barrio fundado en la década de 1980)
- Cuahilama (Barrio fundado en la década de 1980)
- Pocitos (Barrio fundado en la década de 1980)
- Tecacalanco (Barrio fundado en la década de 1980)
- San José Obrero (Barrio fundado en la década del 1990)
- Tehuixtitla ( Barrio fundado en la década de 1990)
- Ampliación Tetitla (Barrio fundado en la década de 1990)
- Cuayuca (Barrio fundado en la década de 1990)
- La Nopalera (Barrio fundado en la década de 1990)

## Dulce cristalizado
Así también es de este pueblo proveniente la técnica culinaria de la fruta cristalizada que muestra una inmensa variedad de dulces que van desde el coco, mango, calabaza, chilacayote, naranja y el limón, hasta la zanahoria y el zapote negro. Cada año se realiza la feria del dulce cristalizado en el quiosco que se encuentra en el centro de Santa Cruz Acalpixca por las fechas del 6 al 15 de agosto, dentro de esta feria podemos encontrar dulces como cocadas, palanquetas de cacahuate, dulce de calabaza hasta dulces más exóticos: dulces de nopales, jitomates y papas. Esta es una tradición que proviene desde los años de 1927 y que conforme fue avanzando el tiempo, los habitantes del lugar le fueron dando más importancia debido al gran auge que tuvo no solo con los habitantes de ese territorio que es Santa Cruz, inclusive de aquellos sitios de alrededor o de la gente que llegaba a visitar el lugar. En esta feria se exhibe una amplia variedad de dulce exótico como puede ser un chile relleno, chilaca, pepino, jitomate casi cualquier fruto o verdura, incluso esculturas comestibles de amaranto.
El dulce cristalizado es elaborado artesanalmente por las familias del lugar diariamente y expuesto en canastos (para su distribución). En el mismo pueblo se elaboran unas canastas especiales hechas de varas de pirul, membrillo y ahuejote –que es el mismo material con el que se hacen las chinampas. La más grande, que tiene una capacidad de 50 kg de dulces, se llega a cotizar desde 400 pesos y hasta 1000 pesos, dependiendo del total de dulces que el comprador quiera, ya que se compran por pieza y se pueden encontrar en distintos puntos de venta.
Son adornados con papel de China y celofán para su venta distribuyéndolo de manera personal ambulante en la Ciudad de México y ciudades como Cuernavaca este medio es la fuente de trabajo y de ingresos de las familias que por generaciones han rescatado esta tradición.
Anteriormente la actividad económica del pueblo era la fabricación de escobas de las llamadas de cambray. Las cuales eran echas de popote (o puntero un pasto que crece en el cerro)fino después las tendían a un lado de las vías del tren para que se secaran posteriormente las sacudían para quitarles las semillas, se armaba la escoba para su venta.

## El museo arqueológico
Situado en Avenida Tenochtitlán, barrio La Planta, el Museo Arqueológico de Xochimilco ocupa un edificio porfiriano, llamado anteriormente «Casa de Bombas» de esta localidad, que había sido construido poco antes de 1910 como parte del sistema hidráulico que el mismo Porfirio Díaz implementó para llevar agua desde esta zona hasta la Ciudad de México. Este edificio se encuentra rodeado de jardines y a la orilla del Acalote de Santa Cruz, donde se encontraba el «ojo de agua» o manantial. Las obras para su reconstrucción se iniciaron el 23 de septiembre de 1974 y fue finalmente entregado el 4 de noviembre de 1985, inaugurándose como museo el 21 de noviembre del mismo año. La museografía se inició con 2441 piezas de barro y piedra según el inventario.
Al penetrar al museo encontramos al lado derecho de la entrada, en el jardín, a la piedra de Tetitla, que representa la danza de la primavera; sigue la dalia o cocoxóchitl, conocida como firma de los talladores de piedras o escultores naturales de Xochimilco.
Ahí también se encuentra la xoloxóchitl o magnolia, flor simbólica de belleza, la flor del corazón. Consta de dos vitrinas, donde se exhiben dos de introducción a la prehistoria, con restos de mamuts y grafitos. Una vitrina es del preclásico, y la siguiente de la cultura teotihuacana y otra con cerámica; otras más contienen cráneos deformados.
Hay esculturas de guerreros, animales y un tlaclitil o juego de pelota. También se admira el lienzo de Tzoqititlan o lienzo de Xochimilco, hallada en el departamento de códices del Museo de Antropología e Historia en 1978.
En la sala dos, pedestal uno, pueden admirarse seis animales: un pez, un ocelote, un conejo, un perro, una serpiente y un pelícano. El pedestal dos lo forman monolitos de personajes y mujeres diosas (como entéotl, diosa del maíz), en piedra granítica de color blanquecino, localizado en la Noria, cuyo cerro de Xilotepec recuerda a la diosa Xonen, o diosa del maíz tierno. El pedestal tres tiene elementos arquitectónicos que formaron parte de construcciones oficiales y privadas.
Al contar con sala de usos múltiples y un extenso patio, es sede también de eventos culturales principalmente de difusión cultural con conferencias, ceremonias aztecas como la de bienvenida de la primavera, danzas prehispánicas, exposiciones pictóricas y esculturales y talleres de náhuatl, tejido prehispánico y danza prehispánica.
También se encuentran cerámicas de pueblos antiguos como teotihuacanas, olmecas y mexicas, así como esculturas antropomorfas, sellos petroglíficos, piezas personales , un mapa de roca y muestra el Mural del Maestro José Juárez , la cual lleva el nombre de «Encuentro de dos Mundos».
Actualmente es un museo con más de 12 mil piezas antropológicas, mismas que fueron encontradas en el área de Xochimilco, la mayoría donadas por la comunidad y las demás por excavación arqueológica de las cuales solo se exhiben 2000. En este museo también se imparten talleres enfocados al sector infantil, como parte de las opciones para las vacaciones de verano, los talleres ofrecen elaboración de penachos y globos de cantoya, cuyo objetivo es acercar a las nuevas generaciones al arte popular. Aparte de la entrada principal también se puede visitar llegando por trajinera por uno de los embarcaderos, que se encuentra en la parte posterior del museo.
Cuenta con cafetería, oficinas y sanitarios para brindar un mejor servicio a los visitantes y a la comunidad en general. Cabe mencionar que el horario del museo es de martes a sábado con un costo de $12.50 pesos, y el domingo es gratis.

## Tradiciones
Celebra su fiesta patronal el 3 de mayo, la cual consiste en:Desmontar o Bajar la cruz (icono del pueblo ) la cual se encuentra en el atrio de la iglesia principal , para enseguida adornarla, seguido de festejos como cohetes, mariachis y banda; así mismo la iglesia nombra a un mayordomo, que es el encargado. Después la gente que acude a la iglesia escucha misa en nombre de la Sta. Cruz. Y escuchan la música de los “concheros” (música prehispánica). Todo esto se desarrolla en el transcurso del día 3 de mayo y termina por la tarde-noche, con la quema de fuegos artificiales y el regreso de la cruz a su lugar de donde se desmontó (el atrio de la iglesia).
Todo el transcurso de la fiesta concluye con un baile comunal el cual poco a poco se está volviendo parte de la tradición.
En realidad la tradición de la fiesta del 3 de mayo consiste en bajar tres enormes cruces de madera del cerro Tlacuayeli (‘lugar del tlacuache’), ubicado al poniente del pueblo, cada cruz tiene una medida aproximada de 10 m de altura, por 3 m de ancho. Estas cruces de madera maciza, pintadas con esmalte azul y plateado; adornadas con blasones de terciopelo, pesan unos 600 kg cada una.
La feria de la Santa Cruz se celebra el día domingo más cercano al 3 de mayo y como parte de los preparativos, días previos al festejo, las tres cruces son pintadas y adornadas para lucir en todo su esplendor en el jardín de la iglesia el día de la feria.
Como seguimiento a la fiesta, el martes posterior a la feria, los pobladores se dan cita por la mañana en la iglesia del pueblo para transportar cargando por turnos las tres cruces hasta la punta del cerro de La Tabla. Cabe resaltar que dos de las tres cruces son cargadas por hombres y una de ellas es cargada exclusivamente por mujeres, pues se sabe que en ocasiones quienes cargan la cruz lo hacen porque desean pagar una manda a la Santa Cruz, que es considerada como milagrosa.
En su viaje hacia la punta del cerro, los peregrinos van acompañados por chinelos, danzantes prehispánicos, una banda de música y mayordomos; personas que voluntariamente ofrecen comida y bebida para los fieles que suben al cerro en la procesión.
Al llegar la punta del cerro con las tres cruces a cuestas, estas se colocan en un sitio especial e inicia una misa al aire libre oficiada por el párroco del pueblo. Posteriormente se vuelven a colocar las tres enormes cruces en una estructura construida alrededor de 1950 para aguardar y procurar por un año más la prosperidad del pueblo.